# Давид да Ора
Давид да Ора да Консейсан (порт.-браз. David da Hora da Conceição, нар. 9 січня 2000, Салвадор) — бразильський футболіст, нападник клубу «Форталеза».

## Клубна кар'єра
Давид є вихованцем «Віторії». 29 січня 2021 року дебютував за основну команду клубу в матчі чемпіонату штату Баїя проти «Універсітаріо Регіонал ду Бразіл», в якому відзначився забитим голом.
Всього за «Віторію» зіграв 60 матчів у всіх турнірах, в тому числі 34 матчі Серії Б. Втім, за результатами сезону 2021 року «Віторія» посіла 18 місце з 20 та вилетіла у Серію С, третій за значущістю дивізіон Бразилії.
6 лютого 2022 року був офіційно представлений як гравець «Металіста», який грав у Першій лізі України. В  харківському клубі Давид отримав 33-й ігровий номер. За команду в офіційних матчах не встиг дебютувати у зв'язку з повномасштабним вторгненням Росії в Україну. Навесні в ЗМІ ходили чутки про нібито підписання гравцем контракту з «Ред Булл Брагантіно», пізніше — про перехід да Ори до складу «Форталези», проте жодних офіційних заяв зроблено не було. У березні 2022 року з'явилась інформація, що «Металіст» не виплатив «Віторії» кошти за перехід футболіста. Згодом віцепрезидент харківського клубу Євген Красніков підтвердив, що трансфер Давида не завершено, але причиною цього назвав непрофесіоналізм менеджменту бразильського клубу.